# ماریمکو
ماریمکو (انگلیسی: Marimekko) شرکت کالای لوکس فنلاندی است، که در سال ۱۹۵۱ تأسیس شد.